# Aeroportul Reao
Aeroportul Reao (IATA: REA, ICAO: NTGE) este un aeroport din Reao⁠(d), Reao⁠(d), îles Tuamotu-Gambier⁠(d), Polinezia Franceză, Franța ce deservește zona Reao⁠(d). Aeroportul a fost tranzitat în 2021 de 2.062 de pasageri. A fost deschis în 1979 și numit după zona deservită.
Situat la o altitudine de 2 m, aeroportul dispune de o singură pistă.